# Медаль Фридриха Августа
Медаль Фридриха Августа — государственная награда Саксонии для награждения нижних чинов армии за отличие в службе. В иерархии саксонских наград стояла ниже Военного ордена Святого Генриха и орденской медали.
Медаль была учреждена 23 апреля 1905 года королём Фридрихом Августом III. Имела стандартную  для медали круглую форму, на одной стороне помещался королевский вензель из переплетённых латинских букв "F", "A" и "R" — «Friedrich August Rex» («король Фридрих Август»), увенчанный короной, в лавровом венке, на другой стороне название награды — нем. Friedrich August Medaille, и растительный орнамент (рутовый венок - символ Саксонии). Медаль имела две степени. Для рядовых и ефрейторов все степени выполнялись из бронзы, для унтер-офицеров из серебра. Бронзовая медаль имела  массу 11,4 г, серебряная медаль весила 12,5 г. Медалью могли награждаться также и женщины.
Медали, вручённые в мирное время, носились на желтой ленте с черными полосами. Медали, врученные в годы Первой мировой войны носили на желтой ленте с синими полосами. 
Медаль прекратили вручать по окончании Первой мировой войны в связи с крушением Германской империи. Однако, награда продолжала носиться своими получателями в годы нацистской Германии и в ФРГ, но не в ГДР. 